# 馬里昂縣 (俄勒岡州)
馬里昂縣（英語：Marion County）是美国俄勒冈州西北部的一个縣，面積3,093平方公里。根據美国人口普查局2020年統計，共有人口34萬5,920人。縣治塞勒姆 （Salem）也是州的首府。1843年7月5日設區 （是最早的四個分區之一，當時尚未建立準州），1845年改置縣。縣名紀念美國獨立戰爭軍官，法蘭西斯·馬里昂。